# Carangoides humerosus
Carangoides humerosus es una especie de peces de la familia Carangidae en el orden de los Perciformes.

## Morfología
• Los machos pueden llegar alcanzar los 25 cm de longitud total.

## Distribución geográfica
Se encuentra en las  costas orientales del Océano Índico: Indonesia, norte de Australia (en Australia Occidental hasta  Queensland) y Papúa Nueva Guinea.